# رحلات الفضاء في 1959
كانت لونا 1 أول مركبة فضائية تخرج عن تأثير الجاذبية الأرضية. وفي عام 1959 أيضًا، كانت لونا 2 أول مركبة فضائية تصل إلى سطح جسم سماوي آخر، حيث اصطدمت بالقمر، وأعادت لونا 3 الصور الأولى للجانب البعيد من القمر.

## لقاءات الفضاء العميق
| التاريخ (بتوقيت جرينتش) | مركبة فضائية | حدث                       | ملاحظات |
| ----------------------- | ------------ | ------------------------- | --- |
| 4 يناير                 | لونا 1       | أول تحليق بالقرب من القمر | فشل الاصطدام، أقرب اقتراب: 6,000 كيلومتر (3,700 ميل)                                                                    |
| 4 مارس                  | بايونير 4    | التحليق بالقرب من القمر   | أقرب مسافة: 60,200 كيلومتر (37,400 ميل)                                                                                 |
| 14 سبتمبر               | لونا 2       | أول اصطدام بالقمر         | هبطت في بحر إمبريوم، أول مركبة فضائية تصل إلى سطح جسم سماوي                                                             |
| 6 أكتوبر                | لونا 3       | التحليق بالقرب من القمر   | أول رحلة حول القمر، أرسلت 29 صورة بما في ذلك الصور الأولى للجانب البعيد من القمر؛ أقرب اقتراب 6,200 كيلومتر (3,900 ميل) |

## إحصائيات الإطلاق المداري

### حسب البلد
| دولة   | دولة             | الإطلاقات | النجاحات | الأعطال | فشل جزئي |
| ------ | ---------------- | --------- | -------- | ------- | -------- |
|        | الاتحاد السوفيتي | 4         | 2        | 1       | 1        |
|        | الولايات المتحدة | 19        | 9        | 9       | 1        |
| العالم | العالم           | 23        | 11       | 10      | 2        |

### حسب الصاروخ
| صاروخ                  | دولة             | الإطلاقات | النجاحات | الأعطال | الأعطال الجزئية | ملاحظات        |
| ---------------------- | ---------------- | --------- | -------- | ------- | --------------- | -------------- |
| أطلس-إيبل              | الولايات المتحدة | 1         | 0        | 1       | 0               | الرحلة الأولى  |
| جونو 2                 | الولايات المتحدة | 4         | 1        | 2       | 1               |                |
| لونا 8K72              | الاتحاد السوفيتي | 4         | 2        | 1       | 1               |                |
| ثور دي إم-18 أجينا-إيه | الولايات المتحدة | 8         | 5        | 3       | 0               | الرحلة الأولى  |
| ثور دي إم-18 إيبل-2    | الولايات المتحدة | 1         | 0        | 1       | 0               |                |
| ثور دي إم-18 إيبل-III  | الولايات المتحدة | 1         | 1        | 0       | 0               |                |
| فانجارد                | الولايات المتحدة | 4         | 2        | 2       | 0               | الرحلة الأخيرة |

### حسب المدار
| النظام المداري     | الإطلاقات | النجاحات | الأعطال | تحقق عن طريق الخطأ | ملاحظات                               |
| ------------------ | --------- | -------- | ------- | ------------------ | ------------------------------------- |
| مدار الأرض المنخفض | 12        | 7        | 5       | 0                  |                                       |
| مدار الأرض المتوسط | 4         | 1        | 3       | 0                  |                                       |
| مدار الأرض المرتفع | 2         | 2        | 0       | 0                  | بما في ذلك المدارات الإهليلجية للغاية |
| مركزية الشمس       | 5         | 3        | 2       | 0                  |                                       |